# 森林土木事業
森林土木事業（しんりんどぼく）は、森林の環境整備に関する土木事業で森林整備保全事業（工種類は治山防潮工等、渓間・山腹工等、林道 (PDF) ）である治山事業、防潮事業(海岸林・防風林等整備)、林道事業などがあり、この事業において実施される工事を森林土木工事という。
森林土木という分野は森林の整備のために必要な森林科学と土木工学とが融合した分野で、技術士森林部門に森林土木の分野があり、森林部門技術士会や公益社団法人日本技術士会森林部会研究例会（森林土木）などの会合を有する他、シビルコンサルティングマネージャ（RCCM）においても、森林部門に森林土木が、また林業技士についても森林土木部門があり、各自が森林コンサルタント（森林土木コンサルタント）または森林土木事業に関する企業法人・官庁・自治体・団体等に属して森林土木事業に関する各種の調査・解析・計画・設計等の技術コンサルテーションや維持管理を担う。
事業の所管は林野庁で森林土木木製構造物暫定施工歩掛、森林土木労務・資材単価表、森林土木単価（森林土木工事設計材料単価表）、森林土木木製構造物設計等指針、また道府県ごとに、森林土木事業積算資料、森林土木工事施工管理基準、森林土木事業関係要領等、森林土木構造物標準設計、森林土木工事安全施工技術指針、森林土木工事の共通仕様書等、府県土木CAD製図基準森林土木編・北海道森林土木CAD製図基準運用（案）といった森林土木工事に必要な諸資料を提示している。
各道府県には森林土木課や道府県森林土木協会（森林土木技術協会）などが各地にある。その他関連組織には一般社団法人で(一社)全国森林土木建設業協会などがあり、道府県ごとに森林土木建設業協会、一般財団法人山梨県森林土木コンサルタント、などがある。

## 森林土木工事
森林土木工事には官業の他に民有林森林土木工事がある。
森林管理局発行の林道事業設計積算の手引き等での治山林道工事の工種区分と工種内容は、以下の通り。
- 河川工事

河川工事（河川高潮対策区間の工事を除く）にあって、次に掲げる工事 - 築堤工、掘削工、浚渫工、護岸工、特殊堤工、根固工、水制工、水路工及びこれらに類する工事
- 河川・道路構造物工事

河川における構造物工事及び道路における構造物工事にあって、次に掲げる工事
1. 樋門（管）工、水（閘）門工、サイフォン工、床止（固）工、堰、揚排水機場、落石防止覆工、防雪覆工、防音（吸音）壁工、コンクリート橋、簡易組立橋梁、PC 橋（工場既製桁の場合）等の工事及びこれらの下部・基礎のみの工事
2. 橋梁の下部工、床板工のみの工事及び橋梁（鋼橋は除く）の修繕工事
3. 1 及び 2 に類する工事（ただし、門扉等の工場製作及び揚排水機場の上屋は除く）

- 治山・地すべり防止工事

治山及び地すべり防止にあって、次に掲げる工事
1. 治山ダム工、護岸工、水制工、流路工
2. 土留工、水路工、法切工、山腹緑化工、法枠工、落石防止工
3. 集水井工、排水トンネル工、アンカー工、杭打工、排土工、暗渠工
4. 1、2 及び 3 に類する工事

- 海岸工事

海岸工事にあって、防潮工、消波工、砂丘造成における盛土工及びこれに類する工事
- 森林整備工事

森林整備に係る工事にあって、地拵え、植栽、受光伐、除伐、本数調整伐及び保育に関する工事及びこれに類する工事（森林整備の A・B 区分は次の通り）
- 森林整備 A

(1）土木的工事と併せて行う森林整備に係る工事で、当該工事の対象額のうち土木的工事の費用の割合が 20％以上の場合
(2）樹高 1.5ｍ以上の苗木の植栽費が 50％以上の場合
(3）航空実播工
(4）種子吹付工
- 森林整備 B

上記（1）から（4）まで以外の森林整備
- 道路工事

道路工事にあって、次に掲げる工事 - 土工、擁壁工、函渠工、側溝工、山止工、法面工及びこれに類する工事
- 鋼橋架設工事

1. 鋼橋の運搬架設、塗装及び修繕に関する工事
2. 簡易組立橋の塗装工事
3. PC 橋工事 工事現場における PC 桁の製作（工場製作桁は除く）、架設及び製作架設に関する工事

- 舗装工事

舗装の新設、修繕工事にあって、セメントコンクリート舗装工、アスファルト舗装工、セメント安定処理工、アスファルト安定処理工、砕石路盤工及びこれらに類する工事。ただし、小規模（パッチング等）な工事で施工箇所が点在する工事は除く
- トンネル工事

トンネル工事のほか、施工方法がシールド工法又は作業員が内部で作業する推進工法による工事。ただし、本体工を完成後別件で照明設備、舗装、側溝等を発注する場合、又は供用開始後の照明設備、吹付け、舗装、修繕工事等は除く
- 道路維持工事

道路にあって、次に掲げる工事
1. 法面工、法面工等の維持修繕に関する工事
2. 道路標識、道路情報施設、電気通信設備、防護柵及び区画線等の設置
3. 除草、除雪、清掃及び植栽等の工事
4. 1、2 及び 3 に類する工事

- 公園工事・用地造成工事

公園緑地及び林業施設用地等の造成工事に関する工事にあって、敷地造成工、園路広場工、植樹工、芝付工、花壇工、日蔭棚工、ベンチ工、池工、遊戯施設工、運動施設工、法面工、敷地内舗装工、調整池工、排水工（敷地造成と併せて行うもの）、柵工及びこれらに類する工事